# Liste der Abgeordneten zum Greizer Landtag (1908–1911)
Diese Liste nennt die Abgeordneten zum Greizer Landtag 1908–1911.

## Vorbemerkungen
Der Greizer Landtag bestand 1867 bis 1919. Bis 1918 wurden die Abgeordneten auf sechs Jahre gewählt. Alle drei Jahre schied eine Hälfte der Abgeordneten aus und wurde neu gewählt. Entsprechend teilt sich die Liste nach den Wahlen in 3-Jahresabschnitte auf. Neben den Abgeordneten wurden auch individuelle Stellvertreter gewählt. Diese sind aufgeführt, wenn sie an Landtagen teilgenommen haben.
Unter „Wahlbezirk“ ist angegeben, wie die Wahl zustande kam.
- Drei der Mitglieder wurden vom Fürsten ernannt, gekennzeichnet mit „F“
- Zwei der Mitglieder wurden von den Ritterguts- und Großgrundbesitzern in direkter Wahl gewählt, gekennzeichnet mir „RG“
- Sieben Mitglieder wurden von den übrigen Staatsbürgern in indirekter Wahl gewählt, gekennzeichnet mit „AW“. AW 1 und 2 entsprachen jeweils eine Hälfte der Stadt Greiz, AW 3 der Stadt Zeulenroda, AW 4 bis 6 waren Landgemeinden der Herrschaft Greiz und AW 7 die Landgemeinden der Herrschaft Burgk.

Das Parteienwesen entstand erst im Laufe der Zeit. Für die Anfangszeit ist unter „Partei“ die politische Richtung des Abgeordneten angegeben, als NL für Nationalliberal oder kons für Konservativ.

## Liste
Das Mandat der 1908 gewählten Abgeordneten wäre regulär November 1914 zu Ende gegangen. Aufgrund des Krieges wurde die Mandatsdauer jedoch mehrfach verlängert, zuletzt bis zum 12. November 1919. Aufgrund der Neuwahl mit neuem Wahlrecht endete das Mandat am 1. März 1919.
| Name                           | Wohnort                 | Wahlbezirk | gewählt bis       | Partei  | Anmerkung                                                                  |
| ------------------------------ | ----------------------- | ---------- | ----------------- | ------- | -------------------------------------------------------------------------- |
| Paul Arnold                    | Greiz                   | F          | 12. November 1919 | kons    | 0                                                                          |
| Albin Beer                     | Greiz                   | AW 2       | 12. November 1919 | CSP     | 0                                                                          |
| Franz Brösel                   | Greiz                   | F          | 12. November 1919 | NLP     | 0                                                                          |
| Arthur von Geldern-Crispendorf | Ober- und Unterreudnitz | RG         | 12. November 1919 | kons    | 0                                                                          |
| Max von Geldern-Crispendorf    | Greiz                   | RG         | 13. November 1911 | ./.     | 0                                                                          |
| Heinrich Paul Hoffmann         | Greiz                   | F          | 12. November 1919 | ./.     | Vom 29. Juni bis 13. Juli 1911 Vertreter für Brösel                        |
| Walther Jahn                   | Greiz                   | AW 6       | 12. November 1919 | NLP     | Landtagsvizepräsident ab 18. Mai 1911                                      |
| Carl Liebe                     | Greiz                   | AW 5       | 13. November 1911 | ./.     | Landtagspräsident bis 12. März 1910                                        |
| Emil Nusch                     | Greiz                   | F          | 12. November 1919 | kons/NL | Vom 22. Mai bis 16. Juni 1911 Vertreter für Arnold                         |
| William Oberländer             | Greiz                   | AW 1       | 13. November 1911 | DFsP    | 0                                                                          |
| Ferdinand Orlamünder           | Zoppoten                | AW 7       | 12. November 1919 | kons    | 0                                                                          |
| Heinrich Reinhold              | Frauenreuth             | AW 4       | 13. November 1911 | ./.     | 0                                                                          |
| Gustav Scheinpflug             | Zeulenroda              | AW 3       | 13. November 1911 | NL      | 0                                                                          |
| Paul Thomas                    | Greiz                   | F          | 13. November 1911 | NLP     | Landtagsvizepräsident bis 12. März 1910. Landtagspräsident ab 18. Mai 1911 |